# Klaus Wennemann
Klaus Wennemann (Oer-Erkenschwick, 18 de dezembro de 1940 - Bad Aibling, 7 de janeiro de 2000) era um ator alemão. Ele era mais conhecido por atuar no papel como um Chefe Engenheiro (o LI) em Das Boot e como Faber no show televisivo Der Fahnder. Ele morreu com 59 anos de idade em decorrência de um câncer de pulmão.